# Impertinentes

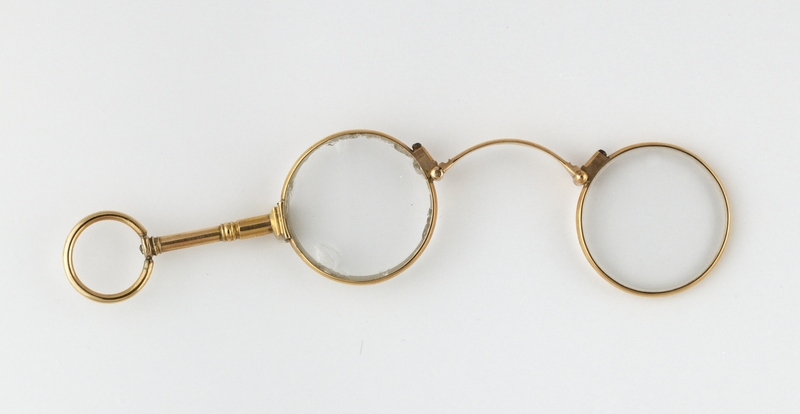
Impertinentes utilizados por David Scott Mitchell

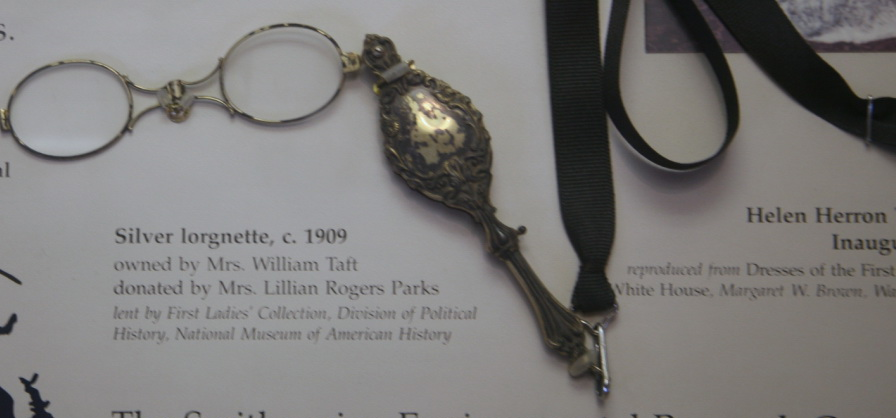
Impertinenetes de plata, hacia 1909

Los impertinentes son un tipo de gafas en las que se utiliza un mango (en vez de patillas) para situarlas delante de los ojos.
El término impertinentes, que el Diccionario de la Real Academia define en su tercera acepción como "3. m. pl. Anteojos con manija, usados por las señoras", indica su uso preferentemente femenino. El origen de la palabra podría estar ligado a la manera en la que se mira fijamente cuando se utilizan, que podía dar la sensación de una actitud insolente, altanera o descarada.
En otros idiomas se denominan con la palabra de origen francés "lorgnette", que hace referencia a la acción de mirar algo fijamente con los ojos entrecerrados. Fueron inventados por el inglés George Adams, y normalmente se utilizaban más como piezas de joyería o adorno que para mejorar la visión.
Durante el siglo XIX fueron muy populares en los bailes de máscaras, y se utilizaban a menudo en la ópera (donde fueron sustituidos posteriormente por los binoculares de teatro).
El abogado de principios del siglo XX Earl Rogers usaba este tipo de anteojos, que aparecen representados en la cubierta de su biografía "Final Verdict" (Veredicto Final), escrita por su hija Adela Rogers St. Johns.